# عبد الله المزيعل
عبد الله سعود المزيعل (مواليد 7 يناير 1996) هو لاعب كرة قدم سعودي في نادي المزاحمية.

## مسيرة اللاعب
كانت بداياته مع نادي النصر في الفئات السنية ولعب مع نادي الرياض و نادي الدرعية و نادي الشعيب و نادي الأنوار و نادي المزاحمية.